# Херонимо
Херо́нимо — испанское имя
Является аналогом греческого имени Иероним.
Некоторые носители имени:
- Саккарди, Херонимо
- Сааведра, Херонимо
- Пальяс, Херонимо
- Веласко Гонсалес, Херонимо
- Каррера, Херонимо

Geronimo (или Jeronimo) — итальянская версия имени Jerome